# Serrana (ópera)
Serrana é uma ópera, drama lírico em três actos, de Alfredo Keil com libreto de Henrique Lopes de Mendonça, baseado na novela "Como Ela o Amava", de Camilo Castelo Branco. Estreou no Real Teatro de São Carlos, a 13 de Março de 1899.
Trata-se da primeira ópera moderna com libreto em português, integrando também algumas melodias populares. Tornou-se a ópera mais conhecida de Keil, além de repertório "genuinamente nacional".

## Personagens
| Zabel, Serrana               | Soprano dramático |
| Pedro, Camponês de Alfatema  | Tenor             |
| Marcelo, Camponês da Malhada | Barítono          |
| Nabor, Velho Maioral         | Baixo             |
| Manuel, Aldeão da Malhada    | Baixo             |
| André, Cantador              | Tenor             |
| Um Pastor                    | Tenor             |

## Sinopse
A acção tem lugar em 1820, na pequena aldeia da Malhada, situada na Serra da Estrela.

### Acto I

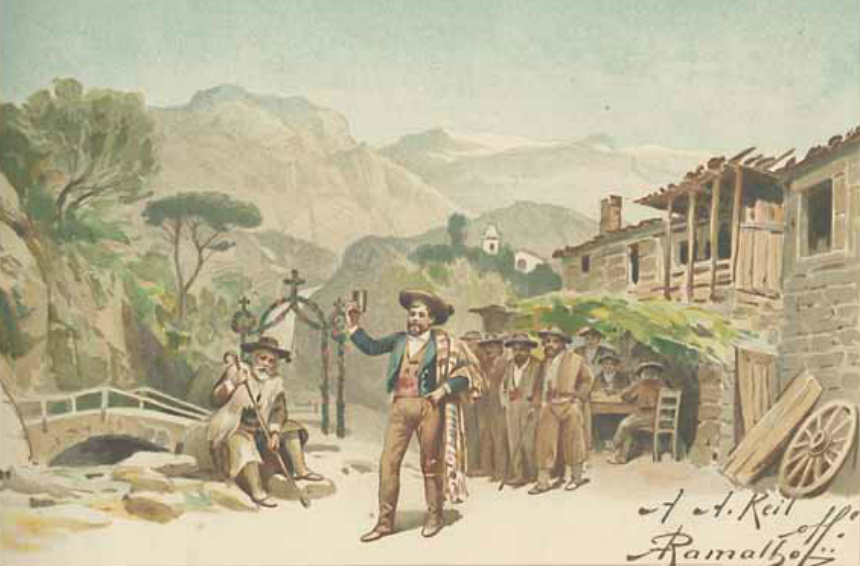
Acto I, Cena 2 - "Eva lá no Paraíso" (aguarela de António Ramalho).

Aldeia da Malhada. Os homens discutem acaloradamente antigas rivalidades entre aldeias, reavivadas agora que Pedro, da aldeia de Alfatema e primeiro amor de Zabel (a Serrana), tinha jurado arruinar o arraial que iria ser realizado nesse dia por ocasião da festa de São Silvestre, padroeiro da Malhada. A revolta de Pedro fora originada pela notícia de que Marcelo, actual companheiro de Zabel, impelido por um enorme ciúme e pelo desejo de aumentar a sua fortuna, havia decidido emigrar para o Brasil, levando consigo a rapariga. Apesar dos apelos à calma por parte do ancião Nabor, Marcelo consegue convencer um grupo de camponeses a, pela força, impedirem Pedro e os companheiros de realizar os seus intentos. Na tentativa de acalmar os ânimos, Nabor oferece a Marcelo um copo de vinho e este entoa a canção dionisíaca «Eva lá no Paraíso». Aproxima-se entretanto um grupo de cantadeiras, encabeçadas por Zabel, que, a pedido de todos, participa junto com André na cantiga ao desafio «Chamam-me Rosa nos Montes». Surgem então os camponeses da aldeia rival de Alfatema, liderados por Pedro. Marcelo e os seus dirigem-se à ponte que separa as duas aldeias, enquanto Pedro, que se aproxima, vai desafiando Marcelo. Os dois rivais encontram-se frente-a-frente de armas apontadas quando Zabel intervém, colocando-se entre os dois homens. Com palavras doces, consegue acalmar Marcelo, não deixando de, em segredo, marcar um encontro com Pedro para essa noite. Entretanto, a luta recomeça, mais violenta, sendo agora interrompida por Nabor, que separa os grupos rivais. Os sinos chamam para a procissão e todos entoam um hino de louvor ao Santo Padroeiro.

### Acto II

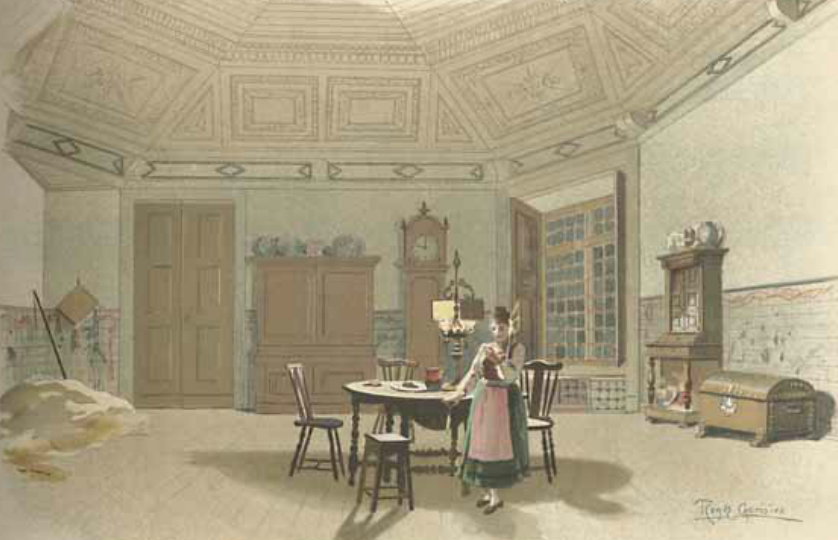
Acto II, Cena 2 - "Quando os meus olhos te viram..." (aguarela de Roque Gameiro).

À noite, no interior da casa de Marcelo, Zabel e as fiandeiras entregam-se aos seus afazeres enquanto uma tempestade se começa a formar na Serra. Assustadas pela borrasca, as fiandeiras partem deixando Zabel só. Esta interroga-se sobre os seus sentimentos relativamente a Pedro, quando este aparece. A rapariga corre para os seus braços, confessando-lhe o seu amor, e lamentando o momento em que se deixou seduzir pela riqueza de Marcelo. Os dois decidem fugir e viver longe daquele sítio, quando se ouve ao longe a voz de Marcelo. Zabel apressa-se a guardar o ouro na sua trouxa e bolsos, admoestada por Pedro que lhe diz não haver tempo para tal. Ao fugir pela janela, para não ser surpreendido por Marcelo, Pedro bate com a cabeça numa rocha, o que lhe causará a morte. Embriagado, Marcelo força a porta e entra em casa, tentando violar Zabel que, ameaçando-o com uma faca, lhe consegue escapar.

### Acto III

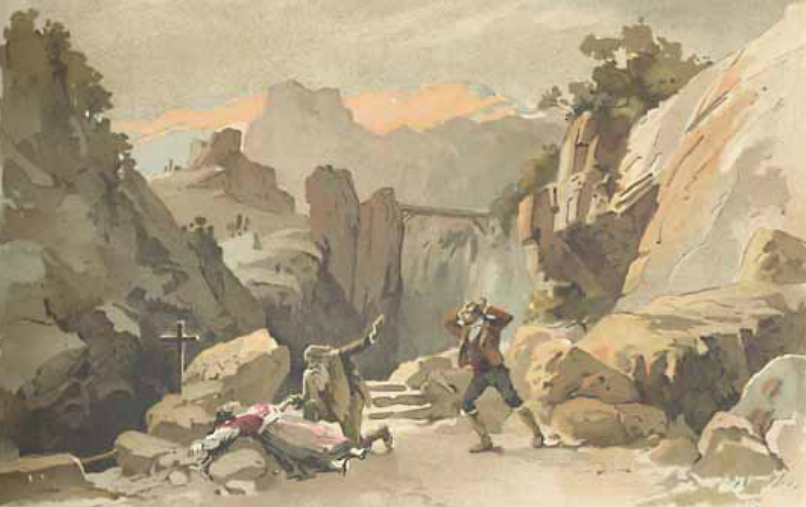
Acto III, Cena 4 - A morte de Zabel (aguarela de Manuel de Macedo).

Pela manhã, Nabor encontra o corpo de Pedro. Consternado, sepulta-o próximo de uma gruta, colocando no local uma tosca cruz de madeira. O ancião interroga os pastores sobre o sucedido, mas estes nada lhe sabem dizer. Dilacerado por uma profunda tristeza, Nabor entoa um Padre Nosso. Para espanto geral, Zabel aparece sobre os penedos, de aspecto demente, não reconhecendo Nabor que a ampara e conforta e recorda os momentos felizes em que vivia com Pedro. Perante o horror de Nabor e Zabel, Marcelo chega de arma em punho, pronto a matar a rapariga, que acusa de adultério e de furto. No entanto, num breve momento de arrependimento, pede a Zabel para reconsiderar, dizendo-lhe que ainda a ama. Mas a Serrana, com ódio, lança-lhe aos pés o cordão de ouro, gritando: «tenho-te asco». Tentando evitar o pior, Nabor tenta proteger a rapariga, mas Marcelo afasta-o violentamente e dispara. Mortalmente ferida, Zabel arrasta-se até junto do túmulo de Pedro, beija a terra e morre. Reconhecendo o crime que tinha cometido, Marcelo foge horrorizado.